# Haloferax
Haloferax és un gènere d'arqueus halòfils de la família Haloferacaceae.

## Intercanvi genètic
Les cèl·lules d'H. mediterranei i les cèl·lules de l'espècie relacionada H. volcanii poden patir un procés d'intercanvi genètic entre dues cèl·lules, el que implica una fusió cel·lular que produeix una cèl·lula heterodiploide (que conté dos cromosomes diferents en una cèl·lula). Encara que aquest intercanvi genètic generalment ocorre entre dues cèl·lules de la mateixa espècie, també pot ocórrer a una freqüència més baixa entre una d'H. mediterranei i una cèl·lula d'H volcani. Aquestes dues espècies tenen una identitat de seqüència de nucleòtids mitjana de 86.6%. Durant aquest procés d'intercanvi, es forma una cèl·lula diploide que conté el repertori genètic complet d'ambdues cèl·lules parentals, i es facilita la recombinació genètica. Posteriorment, les cèl·lules se separen, donant lloc a cèl·lules recombinants.